# 聖經抄本
聖經抄本，指在近代印刷术发明之前，著名宗教經典《聖經》各种版本的手抄本。因为都是用人手誊写的，因此叫手抄本或抄本（英语单词“manuscript”的意思是“manu(手) + script(写)”）。由於聖經各卷書記錄的原稿年代久遠，隨時月過去會出現損毀現象，另為了讓更多人閱讀《聖經》的內容，故《聖經》抄本應需求而出現。現存大約有6千多卷抄本收藏在全世界的圖書館和博物館中。

## 著名聖經抄本（按年份排列）
希伯来语
- 死海古卷，公元前2世紀
- 阿勒頗抄本，公元930年
- 摩西五经大英博物館抄本，公元10世紀
- 列宁格勒抄本，公元1008年

希腊语
- 西乃抄本，公元4世紀
- 梵蒂冈抄本，公元4世紀
- 亞歷山大抄本，公元5世紀
- 以法莲抄本，公元5世纪
- 伯撒抄本，公元5世纪
- 华盛顿抄本，公元5世纪至6世纪

拉丁语
- Speculum 抄本，公元5世纪，古拉丁语译本
- 阿米提奴抄本，公元8世纪，武加大译本
- 圣赫尔曼抄本(Codex Sangermanensis)，公元850年，武加大译本
- 提奧多夫抄本(Codex Theodulphianus)，公元950年，武加大译本
- 费城抄本，公元1150年，古拉丁语译本
- 魔鬼圣经，公元1229年，武加大译本

古叙利亚语
- 腓力1388抄本，包括四个福音书，公元5/6世纪，别西大译本
- 拉布拉福音(Rabbula Gospels)，包括四个福音书，公元6世纪，别西大译本
- 哈布里斯抄本，新约22卷书，公元12世纪，别西大译本

## 抄本分类
根据新约希腊语抄本源自何处，以及抄写者的背景，新约抄本被分为三大经文类别：
- 拜占庭文本类型(Byzantine text-type)，也称安提阿文本，又称大多数文本（Majority Text），其代表文本是希腊文公认文本(Textus Receptus)。英语的日内瓦圣经和钦定版圣经，德语的马丁路德圣经，意大利文的 Diodati 圣经，西班牙语的 Valera 圣经，汉语的马礼逊译本、裨治文文理译本、施约瑟文理译本等众多文理译本，以及十九世纪七十年代翻译的北京官话新约全书，都是以公认文本为源文本。不过，公认文本与拜占庭文本类型之间也存在差别。丹尼尔·华莱士（Daniel Baird Wallace，生于1952年）发现公认文本与拜占庭文本类型存在着1838处差异[1]。

- 亚历山大文本类型(Alexandrian text-type，不同于亚历山大抄本)，也称少数文本（Minority Text），其代表抄本是源自埃及亚历山大城的西乃抄本和梵蒂冈抄本。威斯科特与霍尔特出版的1881年希腊文新约，以及目前联合圣经公会出版的 Nestle-Aland 希腊文新约都属于亚历山大文本类型[2]。此文本非常显著的特征之一是缺少马可福音 16:9-20 和约翰福音 7:53-8:11。当代众多中英文译本，如英语的NIV / RSV / ESV / ASV，汉语的新译本等，都是以此文本为源文本[3]。

- 西方文本类型( Western text-type)，其代表抄本是伯撒抄本（Codex Bezae）。

此外，根据材料，抄本可分为莎草纸(papyrus)抄本，牛羊皮纸(parchment)抄本。根据装订方式，分为卷轴式(scroll)抄本，翻页书式(codex)抄本。根据书写字体，分为草写体(cursive)抄本，大写安色尔体(uncial)抄本，小写体(minuscule)抄本。

## 抄写员
抄写员的英语单词是“scribe”，“scripture”（经文）一词由其衍生。抄写员在不同的时代、不同的社会，地位与工作都不完全相同。在犹太社会中，抄写经文的人，也研究圣经、教导律法，被称为文士或经士。

### 引用
1. ↑  Daniel Wallace, "Some Second Thoughts on the Majority Text", Bibliotheca Sacra, July–September, 1989, p. 276.
2. ↑  New King James Version 前言
3. ↑  文本批评